# 백기주
백기주(한국 한자: 白錫珠, 생년 미상 ~ 2003년 2월 15일)는 일제강점기 시절의 축구 선수이자 야구 선수이며, 광복 이후에는 대한민국의 야구인으로 활동하였다.